# هووگشتده
هووگشتده (به آلمانی: Hoogstede) یک شهر در آلمان است که در گرافشافت بنتهایم واقع شده‌است. هووگشتده  ۲٬۹۲۵ نفر جمعیت دارد.